# Rytigynia rubra
Rytigynia rubra är en måreväxtart som beskrevs av Robyns. Rytigynia rubra ingår i släktet Rytigynia och familjen måreväxter. Inga underarter finns listade i Catalogue of Life.